# 가슴을 비워놓고
〈가슴을 비워놓고〉는 이용이 1991년 발표한 가요이다.